# Радужный (Киров)
Ра́дужный — микрорайон в Нововятском районе города Кирова. С 2001 года входит в состав Кирова (сначала в качестве посёлка городского типа, с 2005 года как микрорайон), ранее относился к Кирово-Чепецкому району Кировской области. Население — более 11 000 человек.

## География
Находится на 2 км западнее основной жилой застройки Нововятского района. Расстояние пильки".
В микрорайоне преобладают здания городского образца высотой от 2 до 17 этажей. Плотность застройки высокая.

## История
Основан в 1976 году как опыт по урбанизации сельского населения на месте деревни Губино.
Упразднён официально Законом Кировской области от 31.03.2005 № 316-ЗО

## Население
Население мкр. Радужный:
| 3519 | 8493 | 9812 | 10 792 |

## Инфраструктура
В микрорайоне находится три детских сада, две школы, почтовое отделение, дом культуры, библиотека, несколько торговых и развлекательных центров, бар
Водоснабжение ведётся из артезианских источников.

### Промышленность
В микрорайоне Радужный расположены два комбината по производству железобетонных изделий и стройматериалов — АО «Кировский ССК» и ПСК «Перспектива» (ООО «Радужнинский завод ЖБИ»). Также есть 2 предприятия деревообработки (лесопилки), предприятие по ремонту и обслуживанию мелиорационных машин, два автотранспортных предприятия, а также много других мелких производств преимущественно ремонтно-строительной тематики. На данных производствах трудится примерно 35 % всего работающего населения микрорайона, остальные работают на предприятиях города Кирова, Нововятского района и других.

## Транспорт
Развит автомобильный и железнодорожный транспорт.
К микрорайону ведут три асфальтированные дороги. Две из них — от путепровода через железную дорогу в слободе Сошени, расположенной на трассе от центральной части Кирова до Нововятского района. Третья — от автотрассы Киров — Нижний Новгород. До центра города можно добраться на автобусных маршрутах № 44 и № 54, в Нововятский район — на маршруте № 52, в Кирово-Чепецкий район — на маршруте № 127.
От железнодорожной станции Поздино идёт однопутный неэлектрифицированный подъездной путь к Сельскому строительному комбинату (ССК). Используется для грузовых поездов.